# 2009年溫布頓網球錦標賽
2009年溫布頓網球錦標賽是第123屆溫布頓網球錦標賽。由6月22日至7月5日在英國倫敦全英草地網球和門球俱樂部舉行。

## 賽事焦點

### 第六天
女單方面，有兩名前列的種子球手出局，分別是5號種子斯维特拉娜·库兹涅佐娃及6號種子耶莱娜·扬科维奇。

### 休息
6月28日是休息時間，該天按比賽傳統慣例，除了補賽將會休息，第七天的比賽在6月29日進行。

### 第十一天
男單進入四強比賽，羅傑·費德勒在他连续第二十一次杀进的大满贯四强战中轻鬆擊敗曾經擊敗過他的托米·哈斯，另一场比赛安迪·羅迪克在四盤比賽下擊敗英国希望安迪·穆雷。

### 第十四日
男单决赛，由连续第七次进入温网决赛的罗杰·费德勒对阵老对手安迪·罗迪克，这是他们自2005年后又一次，也是第三次在温网决赛碰头。第一盘费德勒在浪费了四个破发点后，反倒让罗迪克拿下自己送出的第一个破发点兼盘点，罗迪克出乎意料的先赢7-5。第二盘双方战至抢七，罗迪克在大比分6-2领先的情况下连连失误，一个本应该得手的网前反手扣杀出界后让费德勒追至6-6平，并在换边后一鼓作气以8-6拿下。第三盘双方依然没有破发，来到抢七后费德勒率先发力拉开比分，虽然罗迪克努力挽救，仍以5-7失掉第三盘。不过罗迪克在第四盘却神勇地再度破发，并保持优势以6-3拿下，将比赛拖入决胜盘。
长盘决胜制的决胜盘中双方一直成功保发。虽然费德勒在局分8-8自己的发球局曾经以15-40落后，依然成功挽救破发点并保发。最终在15-14罗迪克的发球局中费德勒通过对手的失误拿到第一个冠军点，而罗迪克击球中框出界让费德勒随即拿下了比赛，这是费德勒全场比赛唯一一次破发。比分定格在了16-14，这是温布尔顿网球公开赛决赛的决胜盘最高局分记录。
费德勒夺冠后他的温布尔登公开赛冠军已经累积到6个，仅比桑普拉斯少一个。而他的总大满贯数量更是达到史上第一的15个，比原纪录保持者桑普拉斯多出一个。同时，由于纳达尔的伤退，费德勒成功以夺冠后的积分超越纳达尔，重新回到世界第一的宝座。另外，费德勒在本场比赛中发出了50个Ace球，是他个人数据的最高纪录，而他的制胜分则达到了100个。
对于罗迪克，这是他第一次与费德勒对阵时把五盘三胜的比赛拉入决胜盘，也是难得的一次和费德勒战至极其接近的地步。同时这也是他第三个温网亚军。他五次杀进大满贯决赛只拿到一个冠军（2003年美网），却四次败于同一个对手费德勒拍下（04，05，09年温网，06年美网）。

## 比賽

### 成年組

#### 男子單打
決賽：  羅傑·費德勒  擊敗  安迪·羅迪克 5-7、7-6(6)、7-6(5)、3-6、16-14

#### 女子單打
決賽： 塞雷娜·威廉姆斯 擊敗  維納斯·威廉姆斯 7-6、6-2

#### 男子雙打
決賽： 丹尼尔·内斯特 /  内纳德·齐莫尼奇 击败  鲍勃·布赖恩 /  迈克·布赖恩 7-6(7)、6-7(3)、7-6(3)、6-3

#### 女子雙打
決賽： 塞雷娜·威廉姆斯 /  維納斯·威廉姆斯 击败  萨曼莎·斯托瑟 /  雷内·斯塔布斯，, 7–6(4)、6–4

#### 混合雙打
決賽： 马克·诺尔斯 /  安娜·蓮娜·歌恩菲特 击败  利安德·帕斯 /  卡拉·布莱克，7-5、6-3

### 少年組

#### 少年男單
決賽： Andrey Kuznetsov 擊敗  Jordan Cox 4-6、6-2、6-2

#### 少年女單
決賽： 諾芭晚·樂吉佤淦 擊敗  Kristina Mladenovic 3-6、6-3、6-1

#### 少年男雙
決賽： 皮埃尔-于格·埃贝尔 /  凯文·克拉维茨 擊敗  'Julien Obry /  Adrien Puget 6–7(3)、6–2、12–10

#### 少年女雙
決賽： 諾芭晚·樂吉佤淦 /  萨莉·皮尔斯 對  Kristina Mladenovic /  Silvia Njirić 6–1、6–1

### 其他賽事

#### 元老組
決賽：   Jacco Eltingh /  Paul Haarhuis 擊敗  唐纳德·约翰逊 /  贾里德·帕尔默 7–6(2)、6–4

#### 高級元老組
決賽：  杰里米·贝茨 /  安德斯·耶吕德 擊敗  Mansour Bahrami /  亨利·勒孔特 6–4、7–6(4)

#### 女子元老組
決賽： 玛蒂娜·纳芙拉蒂洛娃 /  Helena Suková 擊敗  Ilana Kloss /  Rosalyn Nideffer 6–3, 6–2

#### 輪椅男子雙打
決賽： 斯特凡纳·乌代 /  Michael Jeremiasz 擊敗  Robin Ammerlaan /  國枝慎吾 1–6、6–4、7–6(3)

#### 輪椅女子雙打
決賽： Korie Homan /  Esther Vergeer 對  Daniela Di Toro /  Lucy Shuker 6–1, 6–3

## 種子球手
退賽種子球手：大衛·納班迪安, 里夏尔·加斯凯, 加埃爾·蒙菲爾斯, 拉斐爾·拿度.

| 1. 拉斐爾·拿度 （膝傷退出） 2. 罗杰·费德勒（冠軍） 3. 安迪·穆雷（四強） 4. 诺瓦克·德约科维奇（八強） 5. 胡安·馬丁·德爾波特羅（第二圈） 6. 安迪·罗迪克（亞軍） 7. 費爾南多·貝爾達斯科（第四圈） 8. 吉爾·西蒙（第四圈） 9. 若-威尔弗里德·特松加（第三圈） 10. 费尔南多·冈萨雷斯（第三圈） 11. 馬林·西利奇（第三圈） 12. 尼古萊·迪維丹高（第三圈） 13. 羅賓·索德靈（第四圈） 14. 马拉特·萨芬（第一圈） 15. 托米·罗布雷多（第三圈） 16. 大衛·費拿（第三圈） 17. 詹姆斯·布莱克（第一圈） 18. 萊納·舒特勒（第二圈） 19. 斯坦尼斯拉斯·瓦夫林卡（第四圈） 20. 托马什·贝尔迪赫（第四圈） 21. 費利西亞諾·洛佩斯（第一圈） 22. 伊沃·卡洛维奇（八強） 23. 拉德克·斯泰潘內克（第四圈） 24. 托米·哈斯（四強） 25. 德米特里·图萨诺夫（第一圈） 26. 于爾根·梅爾策（第三圈） 27. 菲利普·科爾施賴伯（第三圈） 28. 马尔迪·菲什（第三圈） 29. 伊戈爾·安德烈耶夫（第四圈） 30. 維克托·特羅伊茨基（第三圈） 31. 维克托·哈内斯库（第三圈） 32. 阿爾伯特·蒙塔涅斯（第三圈） 33. 尼古拉斯·基弗（第一圈） | 1. 迪娜拉·萨芬娜（四強） 2. 塞雷娜·威廉姆斯（冠軍） 3. 維納斯·威廉姆斯（亞軍） 4. 耶莲娜·德门蒂耶娃（四強） 5. 斯维特拉娜·库兹涅佐娃（第三圈） 6. 耶萊娜·揚科維奇（第三圈） 7. 薇拉·兹沃纳列娃（第三圈） 8. 维多利亚·阿扎连卡（八強） 9. 卡露蓮·沃兹尼亚奇（第四圈） 10. 娜佳·彼得罗娃（第四圈） 11. 阿格涅什卡·拉德萬斯卡（八強） 12. 玛丽恩·巴托莉（第三圈） 13. 安娜·伊萬諾維奇（第四圈） 14. 多米尼卡·齐布尔科娃（第三圈） 15. 弗拉维娅·佩内塔（第三圈） 16. 郑洁（第二圈） 17. 阿梅莉·毛瑞斯莫（第四圈） 18. 萨曼莎·斯托瑟（第三圈） 19. 李娜（第三圈） 20. 安娜貝爾·梅迪納·嘉利葛絲（第三圈） 21. 帕蒂·施尼德（第一圈） 22. 阿丽泽·科奈（第一圈） 23. 亚历山大·沃兹尼亚克（第一圈） 24. 玛丽亚·莎拉波娃（第二圈） 25. Kaia Kanepi（第一圈） 26. Virginie Razzano（第四圈） 27. Alisa Kleybanova（第二圈） 28. Sorana Cîrstea（第三圈） 29. 西比勒·巴默（第一圈） 30. 扎维·阿格妮斯（第一圈） 31. Anastasia Pavlyuchenkova（第二圈） 32. 安娜·恰克韦塔泽（第一圈） |

## 外部連結
- 官方網站（页面存档备份，存于）
- 2012温网

| 前任： 2008年溫布頓網球錦標賽 | 溫布頓網球錦標賽 | 繼任： 2010年溫布頓網球錦標賽 |
| 前任： 2009年法國網球公開賽   | 網球大滿貫       | 繼任： 2009年美國網球公開賽   |